# Kundacheri, Madikeri
Kundacheri là một làng thuộc tehsil Madikeri, huyện Kodagu, bang Karnataka, Ấn Độ.